# Juan Fidel Zorrilla
Juan Fidel Zorrilla Zorrilla (Ciudad Victoria, Tamaulipas, 1920 - ibídem, 1994) fue un abogado, historiador, catedrático, investigador y académico mexicano. Se especializó en la historia de Nuevo Santander y  de su estado natal, Tamaulipas.

## Semblanza biográfica
Se trasladó a la Ciudad de México para realizar la licenciatura en Derecho y Ciencias Sociales en la Facultad de Derecho de la Universidad Nacional Autónoma de México (UNAM). Ejerció su profesión en su ciudad natal. 
Impartió clases en la Escuela Normal, en la Escuela Preparatoria, y en las facultades de Comercio y Administración, y Derecho y Ciencias Sociales de la Universidad Autónoma de Tamaulipas. Fue investigador del Instituto de Investigaciones Históricas y miembro de la Junta de Gobierno de dicha universidad.
Fue nombrado miembro de número de la Academia Mexicana de la Historia el 27 de febrero de 1990, ocupó el sillón N° 15. Tomó posesión el 25 de junio de 1991 con el discurso "Integración histórica del noreste en la Nueva España", el cual fue contestado por Josefina Zoraida Vázquez. Fue nombrado miembro correspondiente de la Real Academia de la Historia el 21 de mayo de 1992.

## Premios y distinciones
- Palmas Académicas por la Academia Nacional de Historia y Geografía, en 1975.
- Medalla al Mérito Histórico "Capitán Alonso de León", otorgada por la Sociedad Nuevoleonesa de Historia Geografía y Estadística en 1978.
- Águila de Tlatelolco de plata, otorgada por la Secretaría de Relaciones Exteriores en 1978.
- Medalla "José de Escandón", otorgada por la Sociedad de Historia, Geografía y Estadística de Matamoros, Tamaulipas en 1990.
- Medalla "Miguel Othón de Mendizábal", otorgada por el Instituto Nacional de Antropología e Historia y por el Consejo Nacional para la Cultura y las Artes en 1994.

## Obras publicadas
- El régimen jurídico mexicano y la cuestión social, en 1954.
- Los últimos días de Iturbide, en 1969.
- Tamaulipas en la guerra de independencia, en 1972.
- Dos villas tamaulipecas: Padilla y Soto la Marina, en 1972.
- "Tamaulipas", para la Enciclopedia de México publicada por la Secretaría de Educación Pública en 1977.
- Origen del gobierno federal en Tamaulipas, en 1978.
- Tamaulipas, Tamaholipa, en 1980.
- Mina y fray Servando en Nuevo Santander, hoy Tamaulipas, en 1985.
- Historia de Tamaulipas, en 1987.
- Panorama histórico de Tamaulipas, en 1988.
- Gobernadores, obispos y rectores, en 1989.
- El poder colonial en Nuevo Santander, en 1989.
- Tamaulipas: textos de su historia, 1810-1921, coautor en 1990.
- Visión histórica de la frontera norte de México, colaborador de la obra publicada por la Universidad Autónoma de Baja California en 1994.